# Rafael Bastos
Rafael Bastos (Rio de Janeiro, 1° de janeiro de 1985), é um ex-futebolista brasileiro que atuava como meia e atacante. Encerrou a carreira no Jacuipense.

## Carreira

### Início
Revelado pelo Bahia, conquistou vários títulos pelo juniores. Em 2006, já no grupo profissional, fez uma excelente participação na Série C daquele ano, sendo o destaque do Esquadrão. Em 2007, virou titular absoluto no Campeonato Baiano, assim como na Copa do Brasil, se destacando bastante e chamando atenção de outros clubes.

### Cruzeiro e Belenenses
Na metade de 2007, foi negociado com o Cruzeiro, que imediatamente o emprestou ao Belenenses.

### Clube Desportivo Nacional
Suas boas exibições despertaram o interesse do Clube Desportivo Nacional, que o contratou em 2008.

### Vitória
Retornou ao Brasil para defender o Vitória até o final da temporada 2009. Após apenas alguns meses no clube baiano, foi dispensado devido ao alto número de jogadores no elenco.

### Consadole Sapporo
Foi então para o Japão para defender o Consadole Sapporo.

### Braga
Em 2010, assinou com o Braga, onde ajudou o clube na reta final do Campeonato Português, em que sua equipe terminou como vice-campeã.

### Cluj
Tornou-se uma das peças importantes no esquema do Cluj, em 2011, e acabou se tornando um jogador muito adorado pela torcida.

### Al Nassr
No dia 22 de dezembro de 2012, o jogador foi vendido ao Al Nassr, da Arábia Saudita.

### Figueirense
Em fevereiro de 2015, retornou ao Brasil e assinou com o Figueirense até o fim da temporada.

### América Mineiro
Em 2016, Figueirense não renova com Rafael Bastos e o jogador assina com o América-MG.

### Chapecoense
Em meados de 2016, Assina com Chapecoense e Chegou a jogar um jogo como titular na campanha da Copa Sul-americana.

### Hatta Club
Após dois meses na Chape, e com poucas oportunidades, assina com o clube.

### CRB
Em dezembro de 2017, a equipe do galo anuncia Rafael Bastos como seu novo reforço para a temporada 2018

## Títulos
Vitória
- Campeonato Baiano: 2009

Figueirense
- Campeonato Catarinense: 2015

América-MG
- Campeonato Mineiro: 2016

Chapecoense
- Copa Sul-Americana: 2016[5]